# IC 2717
IC 2717 је појединачна звијезда у сазвјежђу Лав која се налази на листи објеката дубоког неба у Индекс каталогу.
Деклинација објекта је + 12° 2' 54" а ректасцензија 11h 19m 18,7s.